# CU (loja)
CU é uma cadeia de lojas de conveniência sul-coreana pertencente e gerida pela BGF Retail. Foi formada após a licença de franquia da FamilyMart na Coreia do Sul ter expirado.

## História
Em 1990, o Bogwang Group firmou um contrato de licença com a FamilyMart para lançar lojas de conveniência sob a marca FamilyMart na Coreia do Sul. O primeiro FamilyMart na Coreia do Sul foi inaugurado em outubro de 1990. Em 1 de dezembro de 1994, o Bogwang Group estabeleceu uma empresa separada; Bogwang FamilyMart (agora BGF Group) para supervisionar sua divisão de operações de lojas de conveniência. A rede teve um crescimento constante, atingindo 2.000 lojas em 2003 e 5.000 lojas em 2010.
A Bogwang FamilyMart mudou oficialmente seu nome para BGF Retail em 8 de junho de 2012 e posteriormente anunciou o lançamento de sua nova marca de loja de conveniência "CU". O FamilyMart da Coreia do Sul foi oficialmente renomeado para CU em 1º de agosto de 2012, juntamente com a inauguração da primeira loja utilizando o novo nome. A mudança ocorreu quando a BGF Retail pretendia criar uma loja de conveniência "ao estilo coreano" e cessar o pagamento de royalties à FamilyMart.
Em abril de 2019, a CU iniciou um serviço de entrega e ampliou o serviço para 1000 lojas em maio.
em outubro de 2024, a loja de conveniência CU anunciou que lançou o primeiro serviço de entrega em domicílio porta a porta do setor.

## Expansão da CU no estrangeiro

### Irão
A CU lançou a sua primeira loja no estrangeiro em novembro de 2018, em Teerão, no Irão. No entanto, a loja nem sequer tinha funcionado durante um mês quando teve de fechar devido às sanções dos Estados Unidos contra o Irão.

### Mongólia
A CU abriu 50 lojas em Ulaanbaatar, na Mongólia, e a BGF Retail afirma que se irá concentrar no mercado mongol durante algum tempo.

### Malásia
Em 2021, a CU abriu a sua primeira loja na Malásia em parceria com a myNews Holdings Bhd, uma empresa de lojas de conveniência da Malásia. A empresa planeia abrir 500 lojas na Malásia até 2026.
Em 1 de abril de 2021, a CU abriu o seu primeiro ponto de venda na Malásia, em Petaling Jaya Pasir Ris.

### Brasil
Em outubro de 2024, uma loja de ramen na Liberdade, em São Paulo, chamada “Rappa Ramen”, foi rebatizada como uma loja CU. Esta rebatização tornou-se viral online, uma vez que “cu” é um termo de calão para “ânus” em português. Apesar do trocadilho de "cu", a pronuncia correta é "ci-iu".